# 沖縄県営鉄道嘉手納線
嘉手納線（かでなせん）は、かつて沖縄県那覇市の古波蔵駅と同県中頭郡北谷村（現・同郡嘉手納町）の嘉手納駅を結んでいた、沖縄県営鉄道の鉄道路線である。太平洋戦争末期の1945年（昭和20年）3月に運行を停止し、沖縄戦で線路施設が破壊され、そのまま消滅した。

## 概要
1922年（大正11年）、沖縄県営鉄道2番目の路線として開業した。当初は糸満線が先に建設予定であったが、資金不足などの理由により中止。その後、再び糸満線の建設が計画されるが、北部方面へも関係するとして嘉手納線が先に建設されることとなった。
1917年（大正6年）12月、県会において嘉手納線の着工が可決され、翌1918年（大正7年）4月に那覇 - 嘉手納間で出願、同年6月に免許を取得した。当初は1919年（大正8年）の着工を予定していたが、用地取得などの問題も重なり、予定より1年遅れの1920年（大正9年）1月に着工。約2年かけて建設が行われ、1922年（大正11年）3月に全線が竣工し、同月28日に開業した。当初は1日8往復の運行であったが、最盛期には16往復の運行となった。
太平洋戦争の勃発により県営鉄道も戦時体制となり、1944年（昭和19年）7月をもって通常ダイヤが廃止され、実質軍用鉄道化された。ただし、その後も一部時間帯に限りは県民の利用も可能であったため、旅客列車の運行は継続された。
しかし、米軍の沖縄本島侵攻が迫った1945年（昭和20年）3月23日頃に運行を停止。その約1週間後の同年4月1日、米軍が本島読谷に上陸し沖縄戦が開始され、地上戦により鉄道施設の大半は破壊された。戦後の米軍による基地建設や道路建設により鉄道路線は完全に寸断され、その後も復旧することなく1952年（昭和27年）4月28日のサンフランシスコ講和条約の発効により、嘉手納線は日本の地方鉄道法の適用対象から外れ、事実上廃線となった。
なお、1920年ごろから戦時中には、嘉手納駅から名護方面への延伸が検討されるが、資金不足や戦況悪化などにより実現しなかった。

### 路線データ
- 路線距離：古波蔵 - 嘉手納 22.4km
- 軌間：762mm
- 駅数：14（起終点駅含む）
- 複線区間：なし（全線単線）
- 電化区間：なし（全線非電化）

## 歴史
- 1922年（大正11年）3月28日 古波蔵 - 嘉手納間が開業。
- 1923年（大正12年）2月26日 与儀駅、真志喜駅が開駅。
- 1937年（昭和12年）3月 牧港駅が開駅。
- 1945年（昭和20年）
  - 3月23日ごろ 運行を停止。
  - 4月 - 6月 沖縄戦により破壊。事実上廃線。
- 1952年（昭和27年）4月28日 サンフランシスコ講和条約の発効により、地方鉄道法の適用対象から除外。

## 駅一覧
- 全駅沖縄県に所在。
- 便宜上、那覇側の全列車が乗り入れていた与那原線那覇駅 - 古波蔵駅間もあわせて記載。
- 列車交換 … ◇：交換可能駅、｜：交換不可能駅

| 路線名   | 駅名     | 駅間営業キロ | 古波蔵からの営業キロ         | 接続路線                       | 列車交換 | 所在地 |
| -------- | -------- | ------------ | ---------------------------- | ------------------------------ | -------- | ------ |
| ※1       | 那覇駅   | -            | 1.2                          | 沖縄県営鉄道：海陸連絡線       | ◇        | 那覇市 |
| ※1       | 古波蔵駅 | 1.2          | 0.0                          | 沖縄県営鉄道：与那原線・糸満線 | ◇        | 那覇市 |
| 嘉手納線 | 古波蔵駅 | 1.2          | 0.0                          | 沖縄県営鉄道：与那原線・糸満線 | ◇        | 那覇市 |
| 与儀駅   | 1.3      | 1.3          |                              | ｜                             |          | 那覇市 |
| 安里駅   | 1.1      | 2.4          | 沖縄電気軌道（女学校前駅）※2 | ◇                              |          | 那覇市 |
| 内間駅   | 2.1      | 4.5          |                              | ｜                             | 浦添村   |        |
| 城間駅   | 2.7      | 7.2          |                              | ◇                              | 浦添村   |        |
| 牧港駅   | 2.2      | 9.4          |                              | ｜                             | 浦添村   |        |
| 大謝名駅 | 0.8      | 10.2         |                              | ｜                             | 宜野湾村 |        |
| 真志喜駅 | 1.4      | 11.6         |                              | ｜                             | 宜野湾村 |        |
| 大山駅   | 1.5      | 13.1         |                              | ◇                              | 宜野湾村 |        |
| 北谷駅   | 2.5      | 15.6         |                              | ｜                             | 北谷村   |        |
| 桑江駅   | 0.9      | 16.5         |                              | ｜                             | 北谷村   |        |
| 平安山駅 | 2.4      | 18.9         |                              | ｜                             | 北谷村   |        |
| 野国駅   | 2.2      | 21.1         |                              | ｜                             | 北谷村   |        |
| 嘉手納駅 | 1.3      | 22.4         |                              | ◇                              | 北谷村   |        |

- ※1：那覇駅 - 古波蔵駅間は与那原線
- ※2：1933年（昭和8年）3月20日に運行休止、同年8月12日に廃止。

## 備考
桑江駅 - 北谷駅間辺りが沖縄戦での米軍上陸地点であり、平安山駅 - 嘉手納駅間は現在米空軍の嘉手納基地となっている。